# Tritoma
Tritoma é um género de coleópteros da família Erotylidae.